# Lotnisko Grudziądz-Lisie Kąty
Lotnisko Grudziądz-Lisie Kąty (kod ICAO: EPGI) – obsługuje Aeroklub Nadwiślański. Lotnisko położone jest w Lisich Kątach około 10 kilometrów na północny wschód od Grudziądza. Lotnisko posiada jeden pas główny o kierunkach 13/31 o długości 950 metrów. Na lotnisku kilka razy do roku są organizowane zawody szybowcowe, samolotowe oraz balonowe. W budynku Aeroklubu Nadwiślańskiego istnieje możliwość zakwaterowania się.